# Operation Sizilianische Vesper

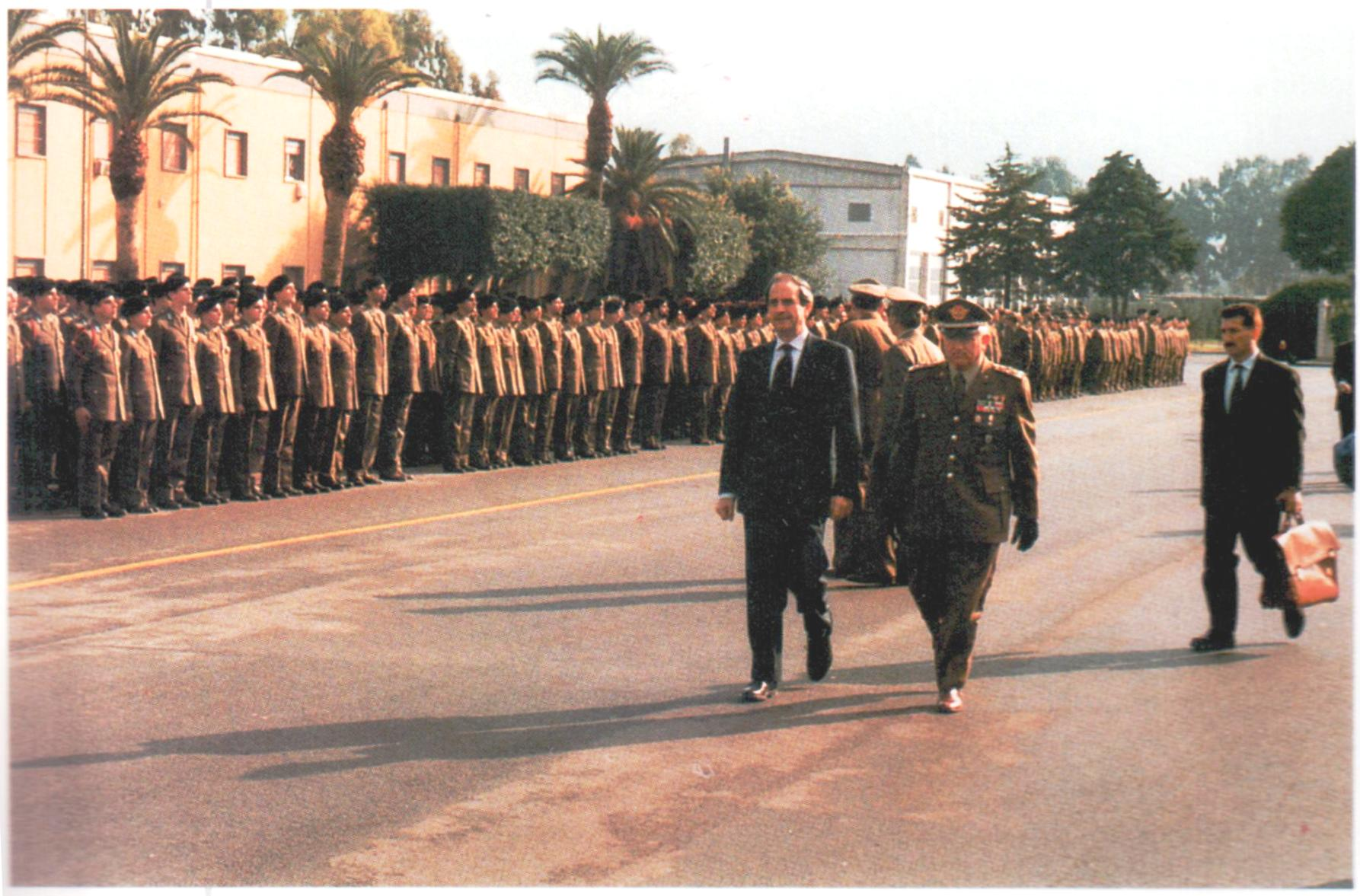
Der italienische Verteidigungsminister Salvo Andò vor Truppen der Operation Sizilianische Vesper

Die Operation Sizilianische Vesper (italienisch Operazione Vespri Siciliani) war eine bedeutende Sicherheits- und Polizeioperation in Sizilien, die von den italienischen Militärkräften zwischen dem 25. Juli 1992 und dem 8. Juli 1998 durchgeführt wurde. Der Name der Operation bezieht sich auf die Sizilianische Vesper, den im 13. Jahrhundert erfolgreichen Aufstand gegen die Herrschaft der Anjou.

## Hintergründe
In den 1980er Jahren verfolgte die Mafia eine aggressivere Strategie gegenüber dem Staat und den öffentlichen Institutionen. Dies führte zu einer gegensätzlichen und konträren Reaktion von Seiten der Polizei und der Justiz. In der zweiten Hälfte der 1980er Jahre fand der größte Prozess gegen Mitglieder der Mafia, der so genannte Maxi-Prozess, statt.
Mit dem Ende des Kalten Krieges und der gleichzeitigen Anti-Korruptions-Kampagne der Justiz, bekannt als die „Sauberen Hände“, ist die politische Ordnung Italiens in ihren Grundfesten erschüttert. Gleichzeitig verliert die Mafia ihre traditionellen politischen Verbündeten, die Christdemokratische Partei, und den Schutz, den ihre Rolle bei der Unterdrückung der Kommunistischen Partei garantiert.
All dies veranlasste die führenden Mafiaführer, ab 1992 eine Kampagne von Massakern und Angriffen in Sizilien und im übrigen Italien zu beginnen. Von großer emotionaler Bedeutung für die öffentliche Meinung waren die explosiven Anschläge, bei denen die Richter Giovanni Falcone (23. Mai 1992) und Paolo Borsellino (19. Juli 1992) und ihre Polizeieskorten getötet wurden.

## Geschichte
Am 24. Juli 1992 beschloss die Regierung, die Armee auf die Insel zu entsenden. Die Operation war notwendig geworden, um die regulären Polizeikräfte in ihrem Kampf gegen die Mafia zu unterstützen. Die Operation „Sizilianische Vesper“ war die größte Heimatschutzoperation der italienischen Armee seit dem Ende des Zweiten Weltkriegs. Während der gesamten Operation (1992–1998) kamen etwa 150.500 Militärangehörige zum Einsatz, darunter 12.050 Offiziere, 12.400 Unteroffiziere und 126.050 Truppensoldaten. Dabei wurde auch die Luftwaffe für die Kontrolle des Territoriums eingesetzt, die 2966 Stunden Hubschrauberflug absolvierte.
Die Aufgaben der Armee waren:
- Überstellung der wichtigsten mafiösen Gefangenen aus dem Gefängnis von Palermo in andere italienische Strafvollzugsanstalten;
- Schutz von Personen, die an vorderster Front im Kampf gegen das organisierte Verbrechen tätig sind;
- Festes und mobiles Überwachungsnetz zum Schutz sensibler Ziele;
- Durchsuchung, Patrouillen in den Stadtvierteln und Durchsuchung des Territoriums;
- Einrichtung von Straßensperren auf Straßen auf der ganzen Insel.

Die Ergebnisse der Operation waren:
- 21.512 Patrouillen
- 39.014 Straßensperren
- 62.975 Gebäudekontrollen
- 665.426 Fahrzeugkontrollen
- 813.390 Personen identifiziert
- 1225 Personen an die Polizei übergeben
- 168 Waffen und 3113 kg Sprengstoff beschlagnahmt

Die Operation wurde 1998 abgeschlossen.